# Fahrbefehl (Militär)

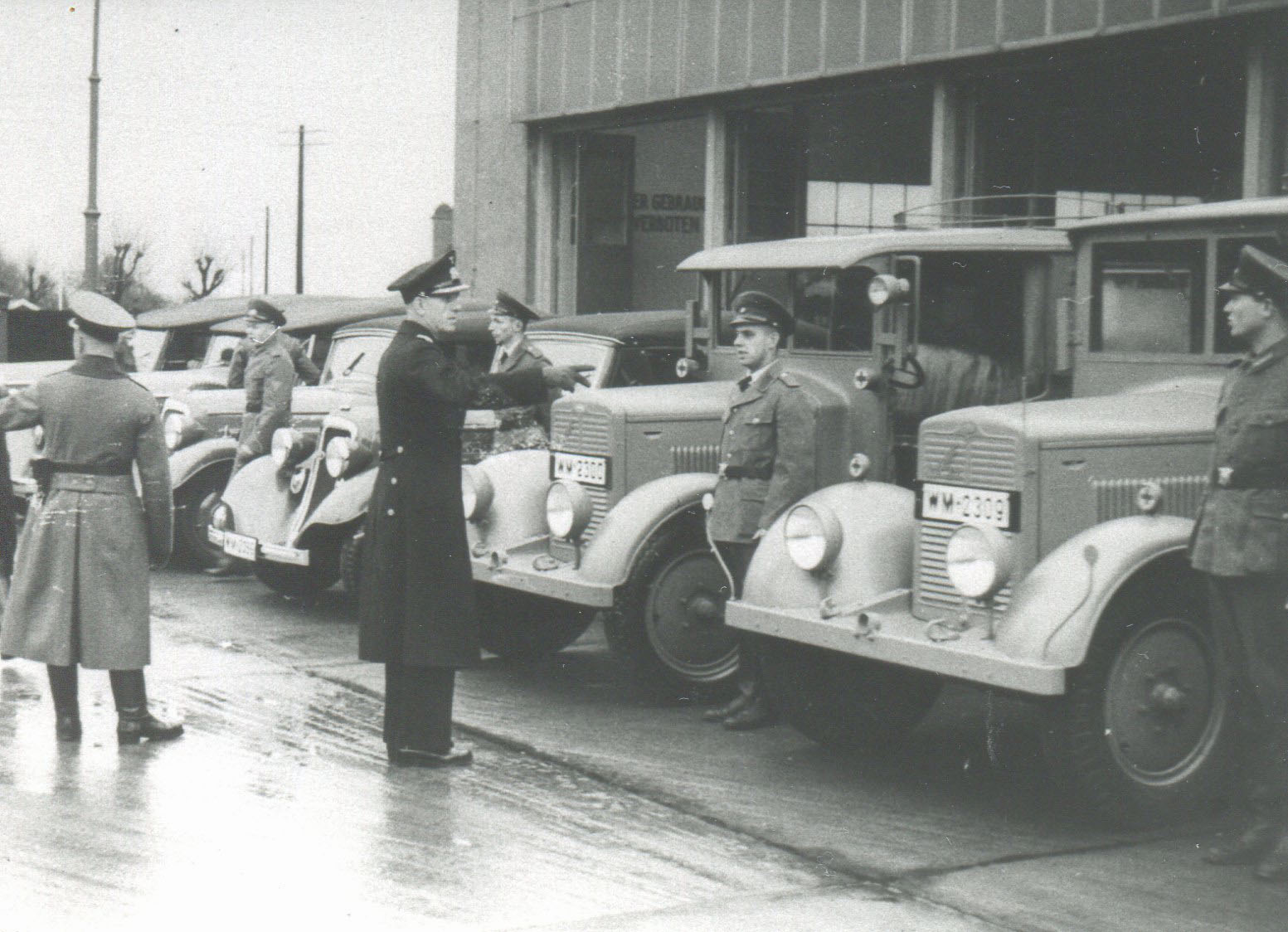
Marinefahrbereitschaft in Bremerhaven

Der Fahrbefehl (jetzige Bezeichnung: Fahrauftrag) ist ein wesentliches Element der Logistik des Militärs und ähnlich organisierter Einrichtungen, wie Polizei und Feuerwehr.
Unter dem Fahrbefehl wird die schriftliche oder mündliche Kommandoausgabe eines Vorgesetzten an den Fahrer eines (bodengebundenen) Militärfahrzeugs verstanden. Der Fahrbefehl erleichtert die Organisation größerer Truppen- oder Materialtransporte. Insbesondere bei hoch technisierten Truppengattungen wie Übermittlungstruppen, Panzer- oder mobilen Artillerieverbänden sind solche Transporte besonders aufwändig. 
Der Fahrbefehl enthält in der Regel Angaben über das zu verwendende Fahrzeug, zu transportierendes Material oder Soldaten, die zu wählende Route einschließlich anzusteuernder Zwischenziele, einzuhaltende Fahrzeiten und zeitliche Fixpunkte, Verhalten des Fahrers an den Zwischen- und dem Endziel und gegebenenfalls besondere Anordnungen (wie beispielsweise besondere Tarnung, Vermeidung von Konvoifahrten zur Verringerung des Schadens bei einem Luftangriff). Der Fahrbefehl kann Bestandteil eines allgemeinen Einsatzbefehls sein.
Nicht planbare Fahrten, etwa bei Alarm, erfolgen ohne schriftlichen Fahrbefehl. Er wird insbesondere bei Übungen und planbaren Ereignissen, die einen größeren Transport von Material und Einsatzkräften erforderlich machen, angewandt.
Fahrbefehle können von großer taktischer Bedeutung sein und sind gegen feindliche Kenntnisnahme zu schützen.

## Quelle
- Zentrale Dienstvorschrift (ZDv) 43/2 der Bundeswehr (Kraftfahrwesen)